# Renate Schwindler

Renate Schwindler (* 3. November 1983) ist eine deutsche Eisstockschützin.

## Leben und Karriere
Von Jugend an interessierte Schwindler sich für den Sport des Eisstockschießen. Sie wurde Mitglied des 1. FC Neunburg, in dessen Eisstockschützen-Abteilung sie bald eine bedeutende Rolle spielte.
Nach Spielen ihres Vereins in der Kreisklasse und dem Aufstieg des 1. FC Neunburg in die Eisstockbundesliga, wurde sie schon bald in die deutsche Eisstockschützen-Nationalmannschaft berufen, mit der sie im Endspiel gegen die Nationalmannschaft Italiens am 2. März 2014 mit der deutschen Mannschaft den Weltmeistertitel errang.
Am 19. Juli 2015 erreichten sie und ihre Mannschaft im Wettkampf um den Bayerischen Pokal im Mixed Team den 2. Platz. Im Sommer 2016 wurden sie und ihre Mannschaft Deutscher Meister. Den Titel eines Deutschen Meister erlangten sie und der 1. FC Neunburg am 8. Juli 2017 zum zweiten Mal.
Für ihre sportlichen Erfolge erhielt sie am 3. November 2017, ihrem 34. Geburtstag, von Bundesinnenminister Thomas de Maizière das vom Bundespräsident verliehene Silberne Lorbeerblatt.